# Incognito (Spyro Gyra)
Incognito is het zesde studioalbum van Spyro Gyra. Het album is opgenomen in se Secret Sound Studio in New York. Het betekende een terugkeer naar de wat meer gepolijste fusion, dat is vooral te horen in het nummer Old San Juan. Het betekende ook een terugkeer naar een behoorlijke lijst gastmusici waarvan Gadd, Badrena en Thielemans de bekendsten zijn.

## Muziek en musici
Onderstaande musici werden aangevuld met een blazers- en strijkerssectie. In de blazerssectie zat ook Jerry Hey.
1. "Last Exit" (Tom Schuman) - 4:17
- Jay Beckenstein: saxofoon
- Tom Schuman: toetsinstrumenten
- Steve Love: gitaar
- Will Lee: basgitaar
- Steve Gadd: slagwerk
- Gerardo Velez: percussie
- Manolo Badrena: congas
- Hiram Bullock: gitaarsolo

2. "Old San Juan" (Jay Beckenstein) - 6:41
- Jay Beckenstein: saxofoon, gefluit, percussie
- Jorge Dalto: piano
- Steve Love: gitaar
- Marcus Miller: basgitaar
- Steve Gadd: slagwerk
- Gerardo Velez, Manolo Badrena: percussie
- Dave Samuels: marimba
- Tom Schuman, Rob Mounsey: synthesizers

3. "Harbor Nights" (Jay Beckenstein) - 4:22
- Jay Beckenstein: saxofoon
- Tom Schuman: elektrische piano
- Steve Love: gitaar
- John Tropea, Chet Catallo: gitaar Textures
- Marcus Miller: basgitaar
- Steve Gadd: slagwerk
- Dave Samuels: vibrafoon
- Rob Mounsey: vocodor

4. "Stripes" (Jay Beckenstein) - 4:01
- Jay Beckenstein: saxofoon
- Richard Tee: piano, organ
- Steve Love: gitaar
- John Tropea: slidegitaar
- Marcus Miller: basgitaar
- Steve Gadd: slagwerk
- Gerardo Velez: percussie
- Toots Thielemans: mondharmonica
- Chet Catallo: gitaarsolo

5. "Oasis" (Jeremy Wall) - 5:39
- Jay Beckenstein: saxofoon
- Tom Schuman: elektrisch piano, synthesizers
- Steve Love: gitaar
- Marcus Miller: basgitaar
- Steve Gadd: slagwerk
- Manolo Badrena: congas
- Errol "Crusher" Bennett: congas
- Rob Mounsey: synthesizers
- Tom Scott: lyricon
- John Tropea: gitaarsolo

6. "Incognito" (Tom Schuman) - 5:56
- Jay Beckenstein: saxofoon
- Tom Schuman: elektrische piano, piano, synthesizers, geprepareerde piano
- Steve Love, Hiram Bullock: gitaar
- Marcus Miller: basgitaar
- Steve Gadd: slagwerk
- Manolo Badrena: percussie
- Dave Samuels: marimba
- Rob Mounsey: synthesizers & vocoder

7. "Sueno" (Jeremy Wall) - 4:05
- Jay Beckenstein: saxofoon
- Tom Schuman: elektrische piano
- Steve Love: gitaar
- Marcur Miller: Basgitaar
- Steve Gadd: slagwerk
- Manolo Badrena: percussie
- Errol "Crusher" Bennett: congas
- Dave Samuels: marimba en vibrafoon
- Rob Mounsey: synthesizers en vocoder
- John Tropea: gitaarsolo

8. "Soho Mojo" (Jay Beckenstein) - 3:47
- Jay Beckenstein: saxofoon
- Richard Tee: piano
- Tom Schuman: elektrische piano
- Steve Love: gitaar
- Marcus Miller: basgitaar
- Steve Gadd: slagwerk
- Gerardo Velez: percussie
- Dave Samuels: vibrafoon